# 1407

## Narození
- ? – Demetrios Palaiologos, byzantský princ, guvernér Lémnos Mesembrie a Selymbrie, a morejský despota († 1470)
- ? – Sü Jou-čen, politik, kaligraf a spisovatel mingské Číny († 1472)

### Probíhající události
- 1405–1433:Plavby Čeng Chea
- 1406–1428: Čínsko-vietnamská válka
- 1402–1413: Osmanské interrengnum

## Úmrtí
- 9. února – Vilém I. Míšeňský, míšeňský markrabě (* 19. prosince 1343)
- červenec – Sü I-chua, čínská císařovna a spisovatelka (* 1362)
- 23. listopadu – Johann I. z Leuchtenberka, bavorský lankrabě (* 1330)
- ? – Hồ Quý Ly, zakladatel vietnamské dynastie Hồ (* 1336)

## Hlavy státu
- České království – Václav IV.
- Moravské markrabství – Jošt Moravský
- Svatá říše římská – Ruprecht III. Falcký
- Papež –
- Anglické království – Jindřich IV.
- Francouzské království – Karel VI. Šílený
- Polské království – Vladislav II. Jagello
- Uherské království – Zikmund Lucemburský
- Byzantská říše – Manuel II. Palaiologos